# Heiligenkreuz, Baden
Heiligenkreuz là một đô thị thuộc huyện Baden trong bang Niederösterreich ở nước Áo. Đô thị này có diện tích 29,5 km², dân số năm 2022 là 1545 người. 